# Żabiczyn (gromada)
Żabiczyn – dawna gromada, czyli najmniejsza jednostka podziału terytorialnego Polskiej Rzeczypospolitej Ludowej w latach 1954–1972.
Gromady, z gromadzkimi radami narodowymi (GRN) jako organami władzy najniższego stopnia na wsi, funkcjonowały od reformy reorganizującej administrację wiejską przeprowadzonej jesienią 1954 do momentu ich zniesienia z dniem 1 stycznia 1973, tym samym wypierając organizację gminną w latach 1954–1972.
Gromadę Żabiczyn z siedzibą GRN w Żabiczynie utworzono – jako jedną z 8759 gromad na obszarze Polski – w powiecie pułtuskim w woj. warszawskim, na mocy uchwały nr VI/10/17/54 WRN w Warszawie z dnia 5 października 1954. W skład jednostki weszły obszary dotychczasowych gromad Chechnówka, Lorcin, Nuna, Młodzianowo, Paulinowo i Żabiczyn oraz południowa część dotychczasowej gromady Popowo Borowe położona na południe od szosy Zegrze-Nasielsk ze zniesionej gminy Nasielsk w tymże powiecie. Dla gromady ustalono 16 członków gromadzkiej rady narodowej.
1 stycznia 1960 do gromady Żabiczyn przyłączono wieś Jaskółowo ze znoszonej gromady Smogorzewo Włościańskie w tymże powiecie.
31 grudnia 1961 gromadę zniesiono, włączając jej obszar do nowo utworzonej gromady Chrcynno w tymże powiecie.